# 40 하르모니아
40 하르모니아는 소행성대에 위치한 소행성이다. 이 소행성은 1856년 3월 31일 독일-프랑스 천문학자 헤르만 골드슈미트가 발견했으며 그리스 신화에 나오는 여신인 하르모니아 (Harmonia )의 이름을 따서 명명되었다. 이 이름은 크림 전쟁의 종식을 기념하기 위해 선택된 이름이다.

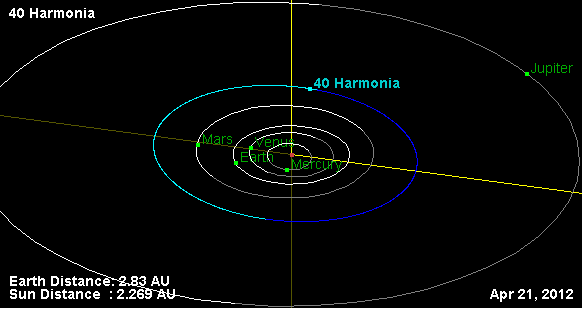
40 하르모니아의 공전 궤도

이 소행성은 3.42년의 주기와 0.046의 비교적 낮은 이심률로 태양을 공전하고 있다. 단면적은 107.6km이고 소행성의 스펙트럼은 S형 (규산염으로 이루어진 소행성)이며, 원시의 무구립운석 구조와 비슷하다. 